# 百鬼夜行絵巻

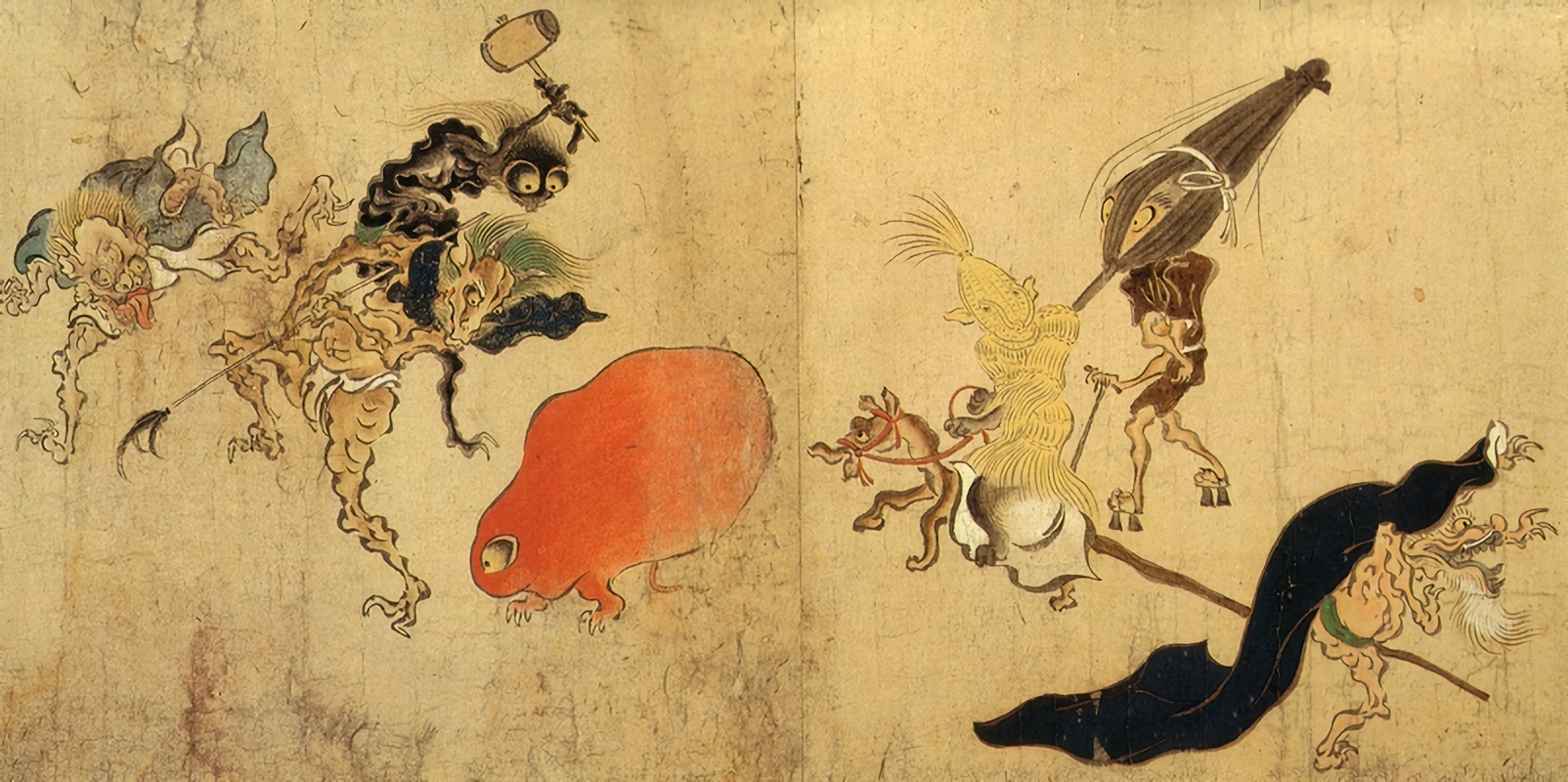
真珠庵蔵『百鬼夜行絵巻』（部分） 伝土佐光信（室町時代）

百鬼夜行絵巻（ひゃっきやぎょうえまき、ひゃっきやこうえまき）は、日本の絵巻物である。多数の作品が現存しており、代表的な作品は京都大徳寺山内の塔頭・真珠庵（しんじゅあん）に所蔵される『百鬼夜行図』（重要文化財。『百鬼夜行絵巻』、真珠庵本と称される）である。

## 概要
「百鬼夜行絵巻」とは、妖怪たちが行列をする「百鬼夜行」（ひゃっきやぎょう、ひゃっきやこう）のさまを描いたとされる複数の絵巻物の総称である。室町時代から明治・大正年間頃まで数多く制作されており、国内外を問わず多くの機関・個人によって所蔵されている。当初より、数種の絵巻が存在していて、それが模写・転写される間に様々なパターンを構成し、今日に伝わったものなのではないかと考えられている。制作された時代から名称・総称が固定されていたわけではなく、まったく同様の図が描かれた絵巻であったとしても、「百鬼ノ図」「妖怪絵巻」など別の題名が名付けられている場合も見受けられる。
「百鬼夜行」という言葉が使われているが、『今昔物語集』などの説話集に見られる平安時代の人々に恐れられていた鬼や異形の者が行列をする「百鬼夜行」と、本作品に見られる「百鬼夜行」とされる行列は同一のものではなく、別のイメージであると考えられている。また、作品中に登場する妖怪たちは、器物の妖怪たちが中心となっている点に大きな特徴があるが、百鬼夜行絵巻に描かれるのは、器物だけであるとは限らず、器物以外の動物や植物なども描かれており、鳥獣草木器物戯画絵巻という性格から作品を鑑賞することも出来、『鳥獣人物戯画』（後年の類例が乏しい）や『付喪神絵巻』との関係もあるのではないかとも考えられている。
近代以後、田中一松などによる紹介にはじまり、展覧会・書籍などを通じて最もその存在が流布されているのは真珠庵に所蔵されている『百鬼夜行図』（『百鬼夜行絵巻』）である。真珠庵本は室町時代（16世紀）の制作であり、土佐派の画家・土佐光信（とさ みつのぶ）の筆であると伝承されているが確証はない。また、真珠庵本がすべての百鬼夜行絵巻の祖型であるというわけではなく、室町時代・あるいはそれ以前に存在した「百鬼夜行絵巻」を手本として制作された作品のうちのひとつであると考えられている。21世紀現在でも、複数伝存している百鬼夜行絵巻のうち、どの系統のものが最も古い形を残し、祖型を保っているのか、その前後関係はまだ研究途上にある。
『本朝画図品目』など江戸時代に編まれた絵画の伝存や所蔵先を記した文献には、土佐光重による明徳年間（1390-93年）頃と考えられる1巻、近衛家に土佐経隆（藤原経隆）によって正和5年（1316年）描かれたとされる奥書きをもつ百鬼夜行絵巻が伝来していたことを記しているが、現在存否は確認はされておらずどのような内容であったかは不詳である。黒川真頼、古川躬行（1810-1883年）は、土佐経隆は12世紀の人物なので14世紀に描かれている点を考えると画家名は疑わしいと『増補考古画譜』で考察を示しており、後者の画家名はあくまでも仮託であったと考えられる。

### 詞書の存在
絵巻物に描かれた内容や物語を示す詞書（ことばがき）が付けられていることはほとんどなく、妖怪たちがどのような事をしているのか正確な内容は不明である。そのため、本作品がどのように受容され、鑑賞されていたかもはっきりはしていない。
詞書を持つ百鬼夜行絵巻は非常に珍しく、わずかながら数点（ニューヨーク公共図書館所蔵作品など）詞書のあるものが確認されている。詞書の内容には、治承年間（1177年から1181年）の末に福原に都が移り、持主を失って荒れ果ててしまった屋敷に異形たちが現われた、とある。構成などに異同があるものの、真珠庵系統の絵巻物とほぼ同様の妖怪が描かれている。これらが真珠庵系統の絵巻物の原典となった祖型に元々あったものであるのか、後になってから付け加えられたのかはまだ不明である。

## 主な作例

百鬼夜行絵巻の例 国際日本文化研究センター蔵『百鬼夜行絵巻』（部分） 真珠庵本との順番の違いが確認できる。

百鬼夜行絵巻と総称されているが、まったく同じ図柄のものも存在すれば、描かれる妖怪の順番の違うもの、全く違うものなど複数の系統が存在している。確認される伝存作品のなかでは真珠庵の蔵品が最も古い部類にあたり、『本朝画図品目』などの文献上にのみ確認が出来るそれ以前の時代（14世紀・鎌倉時代の末や南北朝時代）の製作であるとされる作品がどのような図柄であったものかはいまだ明確ではない。
- 百鬼夜行絵巻（紙本着色百鬼夜行図） 室町時代・伝土佐光信。大徳寺真珠庵蔵（重要文化財）
- 百鬼夜行絵巻 原在中。大阪市立美術館蔵
- 百鬼夜行絵巻 大阪市立美術館蔵 - 真珠庵本と同じ図様だが唐櫃からはじまるなど妖怪の配列順に違いがある[9][10]。
- 百鬼夜行絵巻 国際日本文化研究センター蔵。真珠庵本と同じ図様だが妖怪の配列順に違いがある[11]。（図を参照）
- 百鬼夜行図 江戸時代前期・狩野洞雲。国立歴史民俗博物館蔵。『百怪図巻』などに登場する髪切り・ふらり火などが登場している[12]。
- 百鬼夜行絵巻（スペンサー本、百鬼夜行物語絵巻）スペンサー・コレクション。ニューヨーク公共図書館（アメリカ合衆国）蔵 - 詞書が存在する。
- 百鬼夜行絵巻（す本） 江戸時代中期。国立国会図書館蔵 - スペンサーコレクションと同じく詞書が存在することから「す」本と呼ばれる。
- 百鬼夜行絵巻 東京国立博物館蔵 - 真珠庵本に先行する別系統の絵巻物であると考えられる[13]。
- 百鬼ノ図（百鬼夜行絵巻）江戸時代前記・伝土佐吉光。国際日本文化研究センター蔵。上記の東京国立博物館蔵の絵巻と登場妖怪が重なっている[14]。
- 百鬼夜行絵巻 国立歴史民俗博物館蔵。同上。
- 百鬼夜行絵巻 田中訥言。チェスター・ビーティ図書館（アイルランド）蔵
- 百鬼夜行絵巻 江戸時代後期（18世紀）。京都市立芸術大学蔵 - 真珠庵系統とは全く異なる。動物や植物なども多く登場する[4]。
- 百鬼夜行絵巻 江戸時代後期。大倉集古館蔵 - 上記の京都市立芸術大学所蔵の絵巻と共通している妖怪が見られる[15]。
- 百鬼夜行絵巻（百鬼夜行図、異本百鬼夜行図） 文政12年（1829年）。東京国立博物館蔵 - 住吉如慶が住吉家に伝来した絵巻物を写した写本。器物名の書き込みなどがある[5][4][16]。
- 百鬼夜行図 - 東京大学総合図書館所蔵。奥書によれば、室町時代の画家・土佐行秀の画を蔭山源広迢が写したものとある。
- 百鬼夜行図屏風 原在中。百鬼夜行図を描いた屏風（びょうぶ）。大倉集古館蔵